# Nataliya Dobrynska
Nataliya Vladimirovna Dobrynska (ou Natalya, en ukrainien : Наталя Володимирівна Добринська et en russe : Наталья Владимировна Добрынская Natalia Vladimirovna Dobrynskaïa), née le 29 mai 1982 à Vinnytsia, est une athlète ukrainienne spécialiste des épreuves combinées.
Elle est championne olympique de l'heptathlon en 2008 à Pékin et championne du monde en salle du pentathlon en 2012 à Istanbul.

## Carrière
Elle finit sixième aux championnats d'Europe de 2006. Elle s'est aussi classée huitième des Jeux olympiques d'été de 2004.
Elle a remporté la médaille d'argent du pentathlon aux championnats du monde en salle de 2004 et le bronze aux championnats d'Europe en salle de 2005. Deux ans plus tard, elle s'est classée cinquième.
Le 16 août 2008, Dobrynska s'adjuge la médaille d'or de l'heptathlon des Jeux olympiques de Pékin, établissant un nouveau record personnel avec 6 744 points. Elle devance alors sa compatriote Lyudmila Blonska — disqualifiée pour dopage quelques jours plus tard — et l'Américaine Hyleas Fountain.
Vainqueur du Meeting de Götzis en 2009 (6 558 pts), elle échoue au pied du podium des Championnats du monde de Berlin avec 6 444 points. Vainqueur du Décastar de Talence avec 6 485 points, elle remporte en fin de saison la Coupe du monde des épreuves combinées.
L'année suivante, lors des Mondiaux en salle de Doha, elle prend la seconde place du pentathlon avec 4 851 points. Elle termine 2e du Décastar derrière la Russe Tatyana Chernova et obtient à nouveau une médaille d'argent dans un grand championnat, cette fois-ci lors des championnats d'Europe 2010 où elle réalise un total de 6 778 points, devancé comme à Doha en début d'année par Jessica Ennis.
Quelques jours avant les Championnats du monde en salle de mars 2012 à Istanbul, Dobrynska perd son mari, qui était également son entraineur, atteint d'un cancer. L'Ukrainienne remporte cependant le concours du pentathlon des championnats du monde, et établit à cette occasion un nouveau record du monde de la discipline avec 5 013 pts après avoir battu ses records personnels dans deux épreuves, au saut en longueur (6,57 m) et sur 800 mètres (2 min 11 s 15). Première athlète féminine à franchir la barrière des 5 000 points à l'occasion d'un pentathlon, elle améliore de 22 points l'ancienne meilleure marque mondiale détenue depuis 1992 par la Russe Irina Belova. Elle devance au terme des cinq épreuves la Britannique Jessica Ennis et la Lituanienne Austra Skujytė. Elle remporte en guise de récompense 50 000 USD payé par l'IAAF et est désignée athlète européenne du mois de mars 2012 par l'Association européenne d'athlétisme.
Elle annonce fin octobre 2013 la fin de sa carrière, après avoir renoncé par manque de motivation aux Jeux olympiques d'été de 2012 à Londres.
Son record du monde du pentathlon ne sera battu que le 3 mars 2023 par la Belge Nafissatou Thiam, avec la marque de 5 055 points, à l'occasion des championnats d'Europe en salle d'Istanbul.

## Palmarès

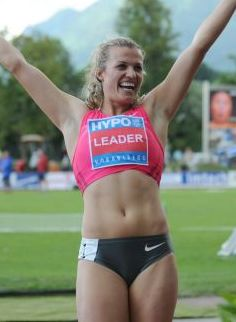
Natalia Dobrynska en 2009 lors du meeting de Götzis

| Date | Compétition                           | Lieu                                  | Résultat | Épreuve    | Points |
| ---- | ------------------------------------- | ------------------------------------- | -------- | ---------- | ------ |
| 2003 | Championnats d'Europe espoirs         | Bydgoszcz                             | 5e       | Heptathlon | 5 798  |
| 2004 | Championnats du monde en salle        | Budapest                              | 2e       | Pentathlon | 4 727  |
| 2004 | Hypo-Meeting                          | Götzis                                | 3e       | Heptathlon | 6 387  |
| 2004 | Jeux olympiques                       | Athènes                               | 8e       | Heptathlon | 6 225  |
| 2004 | Décastar                              | Talence                               | 2e       | Heptathlon | 6 010  |
| 2004 | Coupe du monde des épreuves combinées | Coupe du monde des épreuves combinées | 3e       | Heptathlon | 18 825 |
| 2005 | Championnats d'Europe en salle        | Madrid                                | 3e       | Pentathlon | 4 667  |
| 2005 | Championnats du monde                 | Helsinki                              | 9e       | Heptathlon | 6 144  |
| 2006 | Championnats d'Europe                 | Göteborg                              | 6e       | Heptathlon | 6 356  |
| 2006 | Décastar                              | Talence                               | 1re      | Heptathlon | 6 256  |
| 2007 | Championnats d'Europe en salle        | Birmingham                            | 5e       | Pentathlon | 4 739  |
| 2007 | Championnats du monde                 | Osaka                                 | 8e       | Heptathlon | 6 327  |
| 2007 | Décastar                              | Talence                               | 2e       | Heptathlon | 6 238  |
| 2008 | Championnats du monde en salle        | Valence                               | 4e       | Pentathlon | 4 742  |
| 2008 | Jeux olympiques                       | Pékin                                 | 1re      | Heptathlon | 6 733  |
| 2008 | Décastar                              | Talence                               | 3e       | Heptathlon | 6 429  |
| 2008 | Coupe du monde des épreuves combinées | Coupe du monde des épreuves combinées | 3e       | Heptathlon | 19 430 |
| 2009 | Hypo-Meeting                          | Götzis                                | 1re      | Heptathlon | 6 558  |
| 2009 | TNT - Fortuna Meeting                 | Kladno                                | 1re      | Heptathlon | 6 249  |
| 2009 | Championnats du monde                 | Berlin                                | 4e       | Heptathlon | 6 444  |
| 2009 | Décastar                              | Talence                               | 1re      | Heptathlon | 6 485  |
| 2009 | Coupe du monde des épreuves combinées | Coupe du monde des épreuves combinées | 1re      | Heptathlon | 19 487 |
| 2010 | Championnats du monde en salle        | Doha                                  | 2e       | Pentathlon | 4 851  |
| 2010 | Championnats d'Europe                 | Barcelone                             | 2e       | Heptathlon | 6 778  |
| 2010 | Décastar                              | Talence                               | 1re      | Heptathlon | 6 309  |
| 2010 | Coupe du monde des épreuves combinées | Coupe du monde des épreuves combinées | 2e       | Heptathlon | 19 110 |
| 2011 | Championnats du monde                 | Daegu                                 | 4e       | Heptathlon | 6 539  |
| 2011 | Décastar                              | Talence                               | 1re      | Heptathlon | 6 537  |
| 2011 | Coupe du monde des épreuves combinées | Coupe du monde des épreuves combinées | 2e       | Heptathlon | 19 408 |
| 2012 | Championnats du monde en salle        | Istanbul                              | 1re      | Pentathlon | 5 013  |
| 2012 | Jeux olympiques                       | Londres                               | —        | Heptathlon | DNF    |

## Records
| Épreuve           | Performance   | Lieu      | Date            |
| ----------------- | ------------- | --------- | --------------- |
| 100 mètres haies  | 13 s 43       | Daegu     | 29 août 2011    |
| Saut en hauteur   | 1,86 m        | Göteborg  | 7 août 2006     |
| Lancer du poids   | 17,29 m       | Pékin     | 15 août 2008    |
| 200 mètres        | 24 s 23       | Barcelone | 30 juillet 2010 |
| Saut en longueur  | 6,63 m        | Pékin     | 16 août 2008    |
| Lancer du javelot | 49,25 m       | Barcelone | 31 juillet 2010 |
| 800 mètres        | 2 min 11 s 34 | Daegu     | 30 août 2011    |
| Heptathlon        | 6 778 pts     | Barcelone | 31 juillet 2010 |

| Épreuve          | Performance   | Lieu       | Date             |
| ---------------- | ------------- | ---------- | ---------------- |
| 60 mètres haies  | 8 s 33        | Sumy       | 18 février 2010  |
| Saut en hauteur  | 1,85 m        | Birmingham | 1er février 2007 |
| Lancer du poids  | 17,18 m       | Valence    | 7 mars 2008      |
| Saut en longueur | 6,57 m        | Istanbul   | 9 mars 2012      |
| 800 mètres       | 2 min 11 s 15 | Istanbul   | 9 mars 2012      |
| Pentathlon       | 5 013 pts     | Istanbul   | 9 mars 2012      |

## Source
- (en) Cet article est partiellement ou en totalité issu de l’article de Wikipédia en anglais intitulé « Nataliya Dobrynska » (voir la liste des auteurs).